# Michael Maestlin
Michael Maestlin (tudi Mästlin, Möstlin ali Moestlin), nemški astronom in matematik, * 30. september 1550, Göppingen, Nemčija, † 20. oktober 1631, Tübingen, Nemčija.

## Življenje in delo
Maestlin je študiral teologijo, matematiko in astronomijo na Evangelističnem semenišču v Tübingenu. Kot magister je diplomiral leta 1571. V letu 1576 je postal luteranski diakon v Backnangu, ker je nadaljeval študij.
V letu 1580 je postal profesor matematike na Univerzi v Heidelbergu, nato pa na Univerzi v Tübingenu, kjer je od leta 1583 poučeval 47 let. Leta 1582 je napisal priljubljen uvod v astronomijo.
Med njegovimi znanimi učenci je bil Kepler. Čeprav je Maestlin v glavnem poučeval geocentrični Ptolemejev model Osončja, je bil med prvimi, ki je sprejel in učil heliocentrični Kopernikov model. Maestlin si je pogosto dopisoval s Keplerjem in igral kar veliko vlogo pri keplerjevem sprejetju Kopernikovega sistema. Maestlinu pripisujejo tudi pomembno vlogo pri Galilejevem sprejetju heliocentrizma.
V pismu Keplerju je Maestlin leta 1597 med prvimi podal desetiško vednost za obratno vrednost števila zlatega reza 1/Φ »približno 0,6180340«.
Opravil je več astronomskih opazovanj. 24. decembra 1579 je katalogiziral razsuto kopico Plejade v ozvezdju Bika. Zapisal je enajst zvezd kopice, opazil pa jih je morda štirinajst. V Heidelbergu je 3. oktobra 1590 opazoval okultacijo Marsa z Venero.

## Priznanja
Poimenovanja
Po njem se imenuje asteroid 11771 Maestlin, odkrit leta 1973, ter krater na Luni Maestlin.